# Jenny-Marx-Haus

Jenny von Westphalen um 1835

Das Jenny-Marx-Haus ist das Geburtshaus von Jenny Marx, der Ehefrau von Karl Marx. Es befindet sich in der Jenny-Marx-Straße 20 in Salzwedel (Sachsen-Anhalt).

## Geschichte

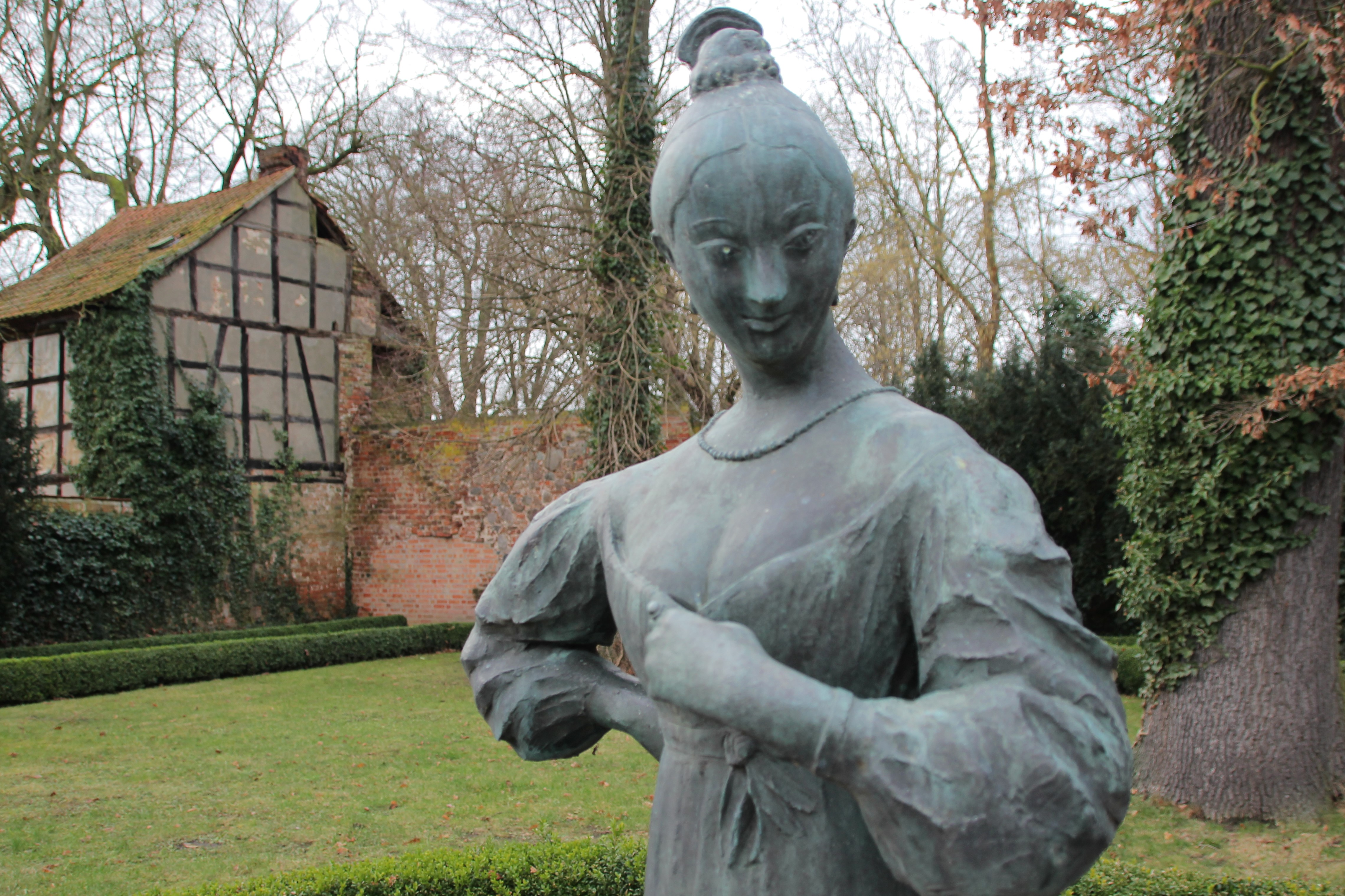
Jenny Marx Statue im Garten des Jenny-Marx-Hauses

Der Bürgermeister Joachim Valentin Ludolph Niedt (1701–1768) errichtete im Jahr 1737 auf den Grundmauern zweier Vorgängerbauten ein zweigeschossiges Wohnhaus. Es trug zunächst nach einer historischen Zählweise der Stadt die Hausnummer 136/137. Die Nachkommen Niedts verkauften das Haus 1808 an den Unterpräfekten von Bülow, der darin die Verwaltung des Landtages einrichtete. Bereits ein Jahr später übernahmen Ludwig von Westphalen als neuer Unterpräfekt mit seiner Frau Caroline von Westphalen, geborene Heubel (1780–1856), das Gebäude. Sie gebar am 12. Februar 1814 in dem Haus ihre Tochter Jenny. Zwei Jahre später war das Haus wieder bis in das Jahr 1851 in Privatbesitz, nachdem ihr Vater 1816 als Regierungsrat nach Trier versetzt wurde. In dieser Zeit befand sich unter anderem eine Brauerei mit Ausschank in dem Gebäude. Anschließend mietete die Landtagsverwaltung das Gebäude erneut an und kaufte es 1854 schließlich. Im Jahr 1878 erhielt es die Anschrift Lorenzstraße 20. Ab 1866 war in Salzwedel ein Regiment der Ulanen einquartiert. Sie benötigten von 1880 bis 1920 das Gebäude und richteten darin ein Lazarett ein. Nach dieser Zeit diente es erneut als Sitz des Landratsamtes. Im Jahr 1934 baute die Verwaltung das Dachgeschoss aus und brachte die im Jahr 2015 noch vorhandenen Giebel an der Straßen- und Hofseite an.
Im Jahr 1949 – zum 135. Geburtstag der berühmten Tochter der Stadt Salzwedel – benannte die Verwaltung die Lorenzstraße in Jenny-Marx-Straße um. Gleichzeitig richtete sie eine kleine Gedenkstätte ein. Sie wurde in den Jahren 1968 und 1969 in ein Museum über die Familie Marx ausgebaut. Zum 150. Geburtstag von Karl Marx übergab die Stadt den ersten Teil am 5. Mai 1968 der Öffentlichkeit. Das übrige Museumsgebäude konnte zum 20. Jahrestag der DDR am 26. September 1969 eröffnet werden. Es galt als das politische Bildungszentrum im gesamten Kreis und war Ziel zahlreicher Delegationen. Im Oktober 1984 stellten die Kuratoren die bronzene Statue Jenny des Bildhauers Heinrich Apel aus Magdeburg vom Museum in den neu gestalteten Garten des Museums. Unter den Brautpaaren der Stadt entstand der Brauch, nach der Hochzeit dort ihre Blumensträuße abzulegen.
Nach der Wende gliederte die Verwaltung das Museum an das Johann-Friedrich-Danneil-Museum an. Der überwiegende Teil der Räumlichkeiten diente fortan als Schulmuseum und für Wechselausstellungen; lediglich ein Gedenkzimmer blieb übrig. 2005 bezog die Kreismusikschule das Haus, die diesen Raum beibehielt. Im Mai 2011 erweiterte die Stadt die Ausstellung auf zwei Räume im Erdgeschoss.
Das Gebäude ist Teil des Projektes Frauenorte, mit dem starke Frauen in Deutschland und ihr Lebenswerk als historische Vorbilder geehrt werden sollen.